# Anoplosiagum gebieni
Anoplosiagum gebieni är en skalbaggsart som beskrevs av Moser 1921. Anoplosiagum gebieni ingår i släktet Anoplosiagum och familjen Melolonthidae. Inga underarter finns listade i Catalogue of Life.